# 切爾溫山
切爾溫山（英語：Mount Cervin），是南極洲的山峰，位於阿黛利地，處於地質學群島的佩特雷爾島東部，海拔高度30米，在1951年由法國探險隊繪入地圖和命名，現時由南極條約體系管理。